# Diego Sánchez Mordós
Diego Sánchez Mordós (Gijón, 26 dicembre 1975) è un cestista spagnolo, professionista nella Liga ACB.

## Palmarès
- Copa Príncipe de Asturias: 1

Tenerife: 2003